# Villasis
Villasis is een gemeente in de Filipijnse provincie Pangasinan op het eiland Luzon. Bij de laatste census in 2007 had de gemeente bijna 57 duizend inwoners.

## Geografie

### Bestuurlijke indeling
Villasis is onderverdeeld in de volgende 21 barangays:
| - Amamperez - Bacag - Barangobong - Barraca - Capulaan - Caramutan - La Paz - Labit - Lipay - Lomboy - Piaz | - Puelay - San Blas - San Nicolas - Tombod - Unzad - Zone I - Zone II - Zone III - Zone IV - Zone V |

## Demografie
Villasis had bij de census van 2007 een inwoneraantal van 56.668 mensen. Dit zijn 2.444 mensen (4,5%) meer dan bij de vorige census van 2000. De gemiddelde jaarlijkse groei komt daarmee uit op 0,61%, hetgeen lager is dan het landelijk jaarlijks gemiddelde over deze periode (2,04%).